# Austin 3-Litre
Austin 3-Litre – samochód osobowy klasy średniej-wyższej produkowany przez brytyjską firmę Austin Motor Company w latach 1968-1971. Dostępny jako 4-drzwiowy sedan. Następca modelu A110. Do napędu użyto silnika R6 o pojemności 2,9 litra. Moc przenoszona była na oś tylną poprzez 4-biegową manualną skrzynię biegów. Samochód został zastąpiony przez model 2200.

## Dane techniczne

### Silnik
- R6 2,9 l (2912 cm³), 2 zawory na cylinder, OHV
- Układ zasilania: dwa gaźniki
- Średnica cylindra × skok tłoka: 83,36 mm × 88,90 mm
- Stopień sprężania: 8,2:1
- Moc maksymalna: 122 KM (90 kW) przy 4750 obr./min
- Maksymalny moment obrotowy: 221 N•m przy 2700 obr./min

### Osiągi
- Przyspieszenie 0-80 km/h: 10,8 s
- Czas przejazdu pierwszych 400 m: 20,1 s
- Prędkość maksymalna: 161 km/h